# Jarrie (Isère)
Jarrie è un comune francese di 3 876 abitanti situato nel dipartimento dell'Isère della regione dell'Alvernia-Rodano-Alpi.

## Società

### Evoluzione demografica
Abitanti censiti